# Hotspur Island
Hotspur Island is een eiland in de Alexanderarchipel in de Alaska Panhandle in het zuidoosten van Alaska in de Verenigde Staten. Het eiland is onderdeel van de eilandengroep van de Gravina Islands.

## Geografie
Het eiland ligt ten zuiden van Annette Island, ten noordwesten van Duke Island en ten noordoosten van de Percy Islands. Het eiland ligt in de Felice Strait in de overgang naar de Clarence Strait in het westen.

## Geschiedenis
Het eiland kreeg zijn naam van lokale piloten en de naam werd in 1883 gepubliceerd in de United States Coast Pilot.